# Huis Den Bosch
Huis Den Bosch is een landhuis met bijbehorend landgoed in de Gelderse plaats Leuvenheim.
Het gebouw dateert uit het begin van de 17e eeuw. In 1832 werd het gebouw aanzienlijk vergroot en kreeg het zijn classicistisch uiterlijk. Kenmerkend zijn de ingangspartij en torenachtig uitbouwsels aan de achterzijde. De ingangspartij bevindt zich in het midden van de voorgevel. Twee zuilen staan ter weerszijde van de toegangsdeur, waarboven zich een balkon met een hekwerk bevindt. Het centrale karakter wordt geaccentueerd door een dakkapel recht boven het balkon. Deze dakkapel wordt bekroond met een klokkentorentje voorzien van een tentdak. Zowel de voor- als de achtergevel zijn symmetrisch vormgegeven. Het symmetrische patroon wordt enigszins doorbroken in de onderste bouwlaag aan de voorzijde, waar links van de voordeur twee zesruitsvensters zijn aangebracht en rechts van de voordeur twee dubbele deuren. Door de veelhoekige structuur van de kamers aan de linker- en rechterachterzijde van het gebouw wordt een torenachtige indruk gecreëerd.
Huis Den Bosch is mede vanwege de ouderdom van het gebouw en de 19e-eeuwse uitbreiding in classicistische stijl erkend als rijksmonument. Ook de relatie met andere onderdelen van het totale complex speelde een rol bij deze erkenning. Tot de eveneens als rijksmonument aangewezen onderdelen van het complex behoren naast het landhuis ook de historische tuin- en parkaanleg, het koetshuis, de koetsierswoning, een dienstwoning, een jachtopzienerswoning, enkele schuren en de inrijhekken.

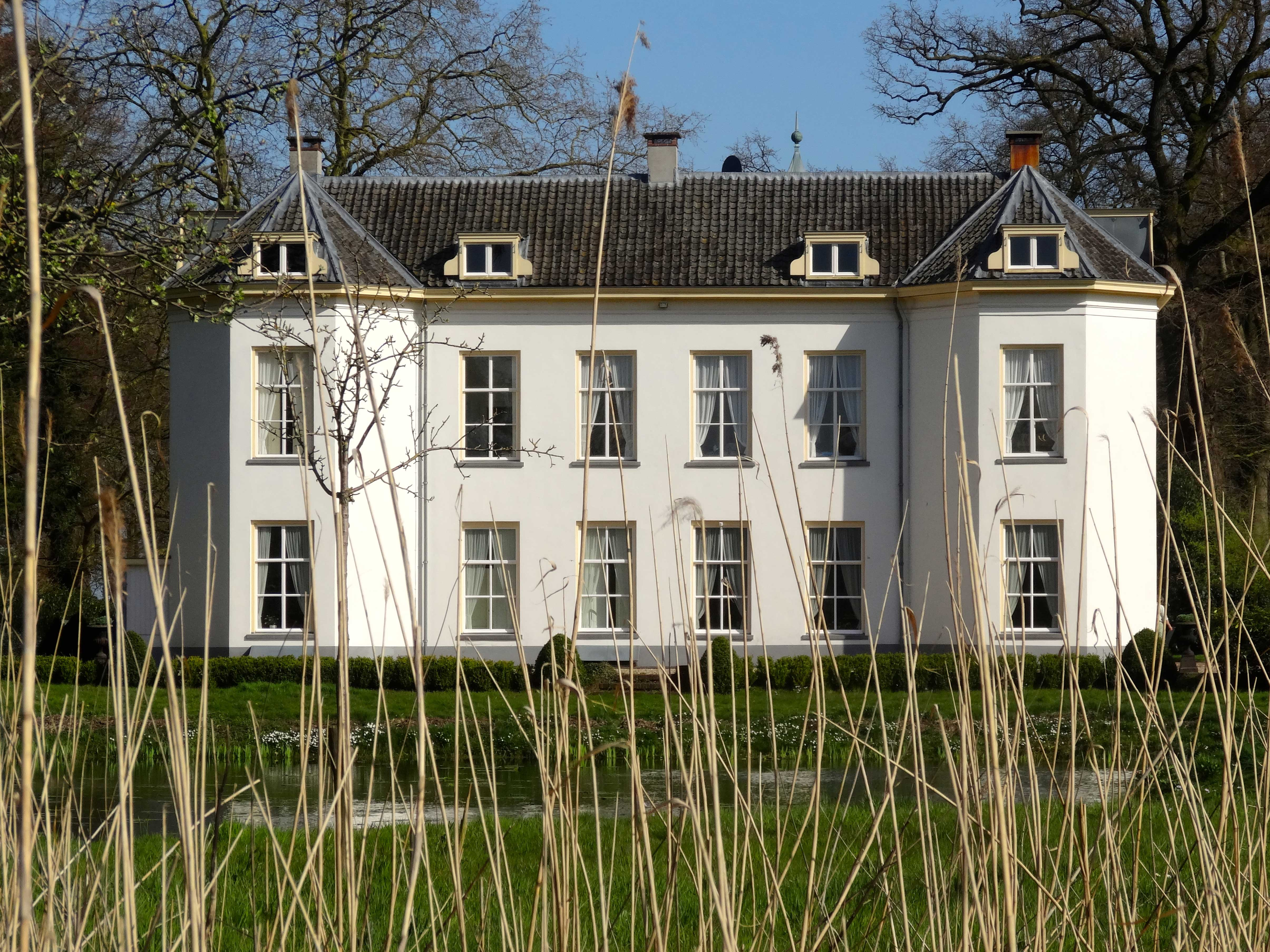
Achterzijde Huis Den Bosch anno 2015